# Mare Island Naval Shipyard

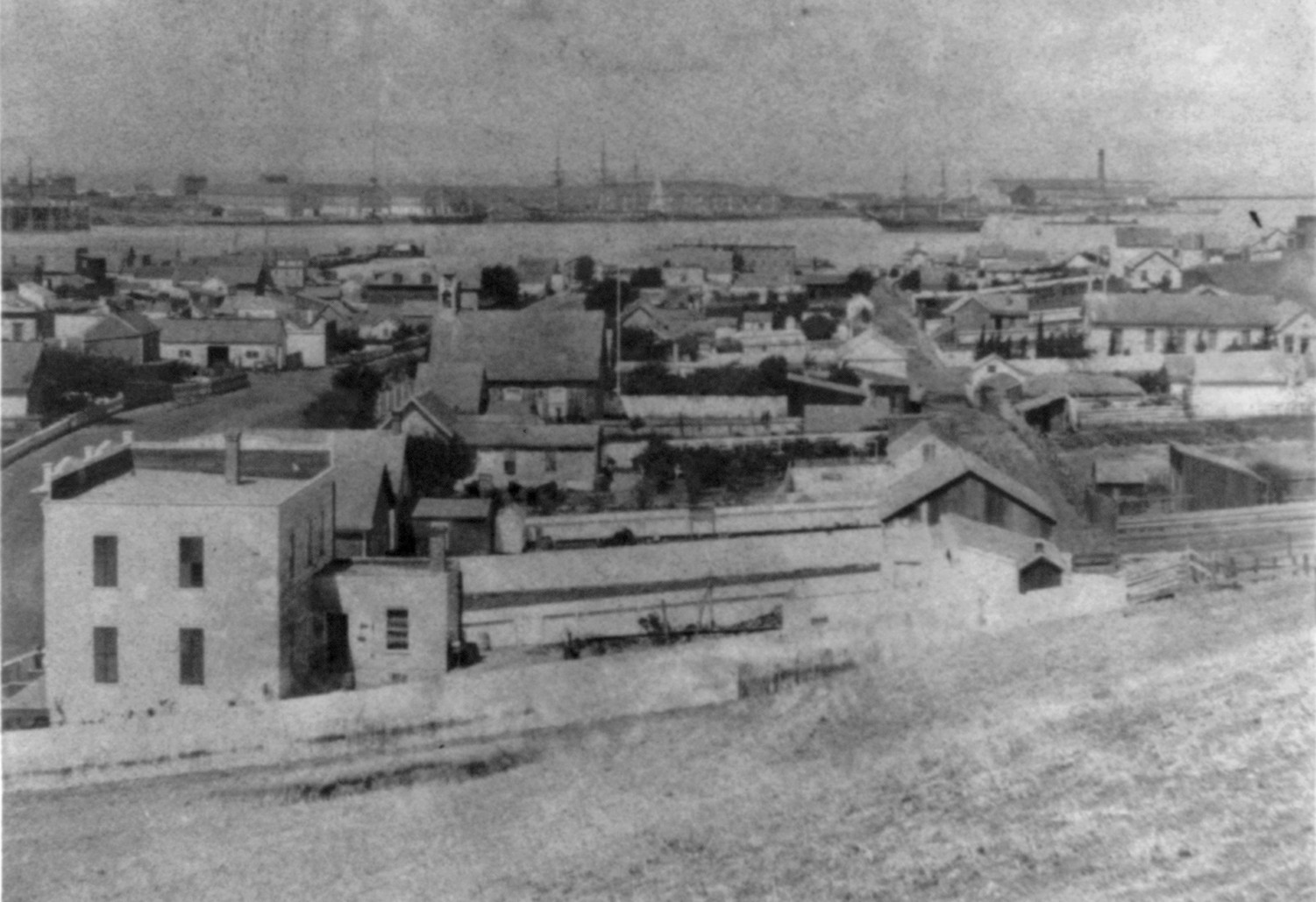
Mare Island Naval Shipyard en 1866.

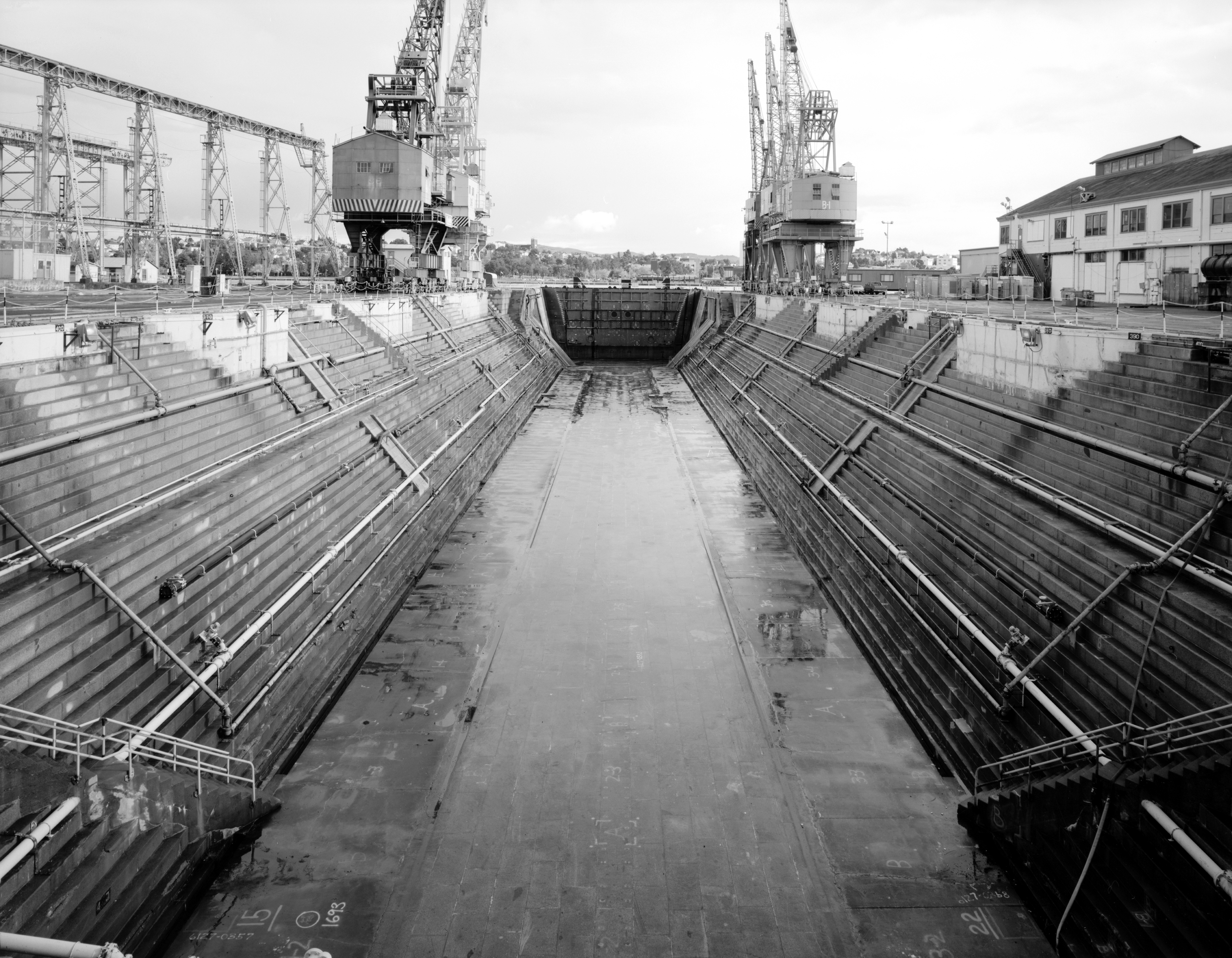
Cale sèche DD1.

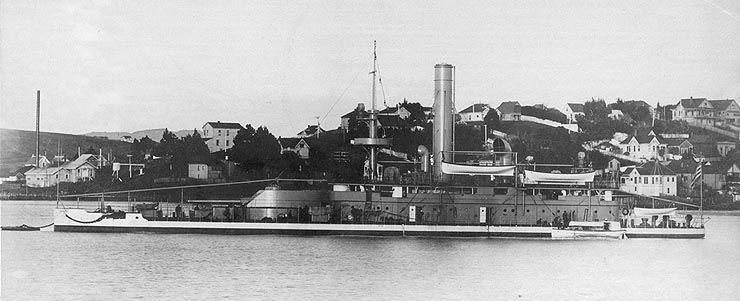
, un monitor dans les années 1900

Mare Island Naval Shipyard est un important centre de construction et de réparation navale de l'US Navy, situé au nord-est de la baie de San Francisco, à Vallejo (Californie). L'histoire de ce chantier s'étend de sa création officielle, en 1854, à sa fermeture, en 1996.
Mare Island, ou « île de la Jument », est la traduction anglaise du nom espagnol, Isla de la Yegua.

## Origines
Après l'annexion de la Californie, en 1847, le chantier de Mare Island fut le premier établissement de la marine des États-Unis sur la côte ouest. Mare Island fut acheté en 1853. L'année suivante, arriva le commandant David G. Farragut, chargé d'établir un chantier de construction navale. Le premier navire, le USS Saginaw fut lancé le 3 mars 1859. Il s'agissait d'une canonnière à coque en bois, mue par une roue à aubes latérale actionnée par la vapeur.
Le chantier naval de Mare Island réalisa de nombreuses « premières ». Le chantier fut le premier de la côte ouest à posséder une cale sèche permanente. Construite avec des blocs de granite, la cale sèche, longue de 155 mètres, fut achevée en 1891, après 19 années de travail. En 1910, le chantier reçut la mission de construire une plate-forme d'atterrissage en bois sur le croiseur Pennsylvania, qui devint ainsi l'ancêtre des porte-avions. En 1912, il lança le navire charbonnier Jupiter, premier navire de l'US Navy à commandes électriques. Après la Première Guerre mondiale, le Jupiter fut converti en porte-avions, le USS Langley.
Le chantier construisit des navires de guerre, qui prirent part aux combats de la guerre de Sécession (1861-1865), de la guerre hispano-américaine (1898) et de la Première Guerre mondiale. Après l'entrée en guerre des États-Unis, en 1917, le personnel du chantier passa de 3 500 à 10 000.
Le destroyer USS Ward, construit à Mare Island, en 1918, en seulement 17 jours et demi — un record à l'époque — est surtout connu pour avoir tiré les premiers coups de feu de la Seconde Guerre mondiale pour les États-Unis, et coulé un sous-marin de poche japonais devant Pearl Harbor, quelques heures avant l'attaque japonaise du 7 décembre 1941.

## La Seconde Guerre mondiale

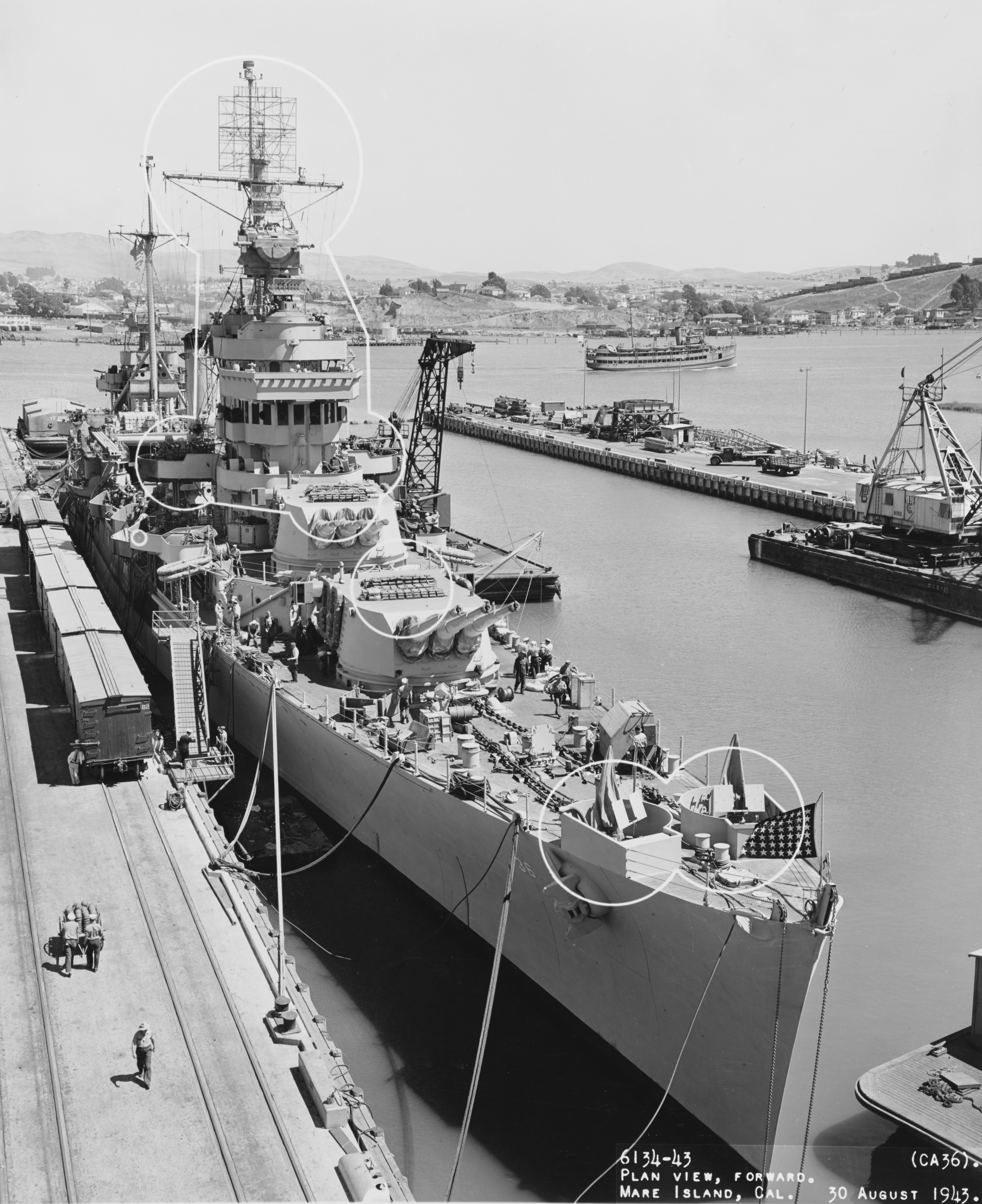
Le croiseur à Mare Island en 1943

Pendant la Seconde Guerre mondiale, le chantier naval de Mare Island fut l'un des plus importants centres de réparation de la flotte du Pacifique. Les navires américains endommagés pendant les campagnes du Pacifique, ainsi que des navires des nations alliées, y furent réparés avant de retourner au combat. Au total, 1 227 navires furent réparés à Mare Island.
Par ailleurs, le chantier construisit pendant la guerre :
– 17 sous-marins ;
– 4 ravitailleurs ;
– 31 escorteurs ;
– 33 petits navires ;
– plus de 300 péniches de débarquement.
Pendant la Seconde Guerre mondiale, le chantier employa jusqu'à 46 000 militaires et civils, qui reçurent la visite de nombreux artistes de music-hall, stars de cinéma et musiciens, participant ainsi à leur manière à l'effort de guerre.

## La guerre froide

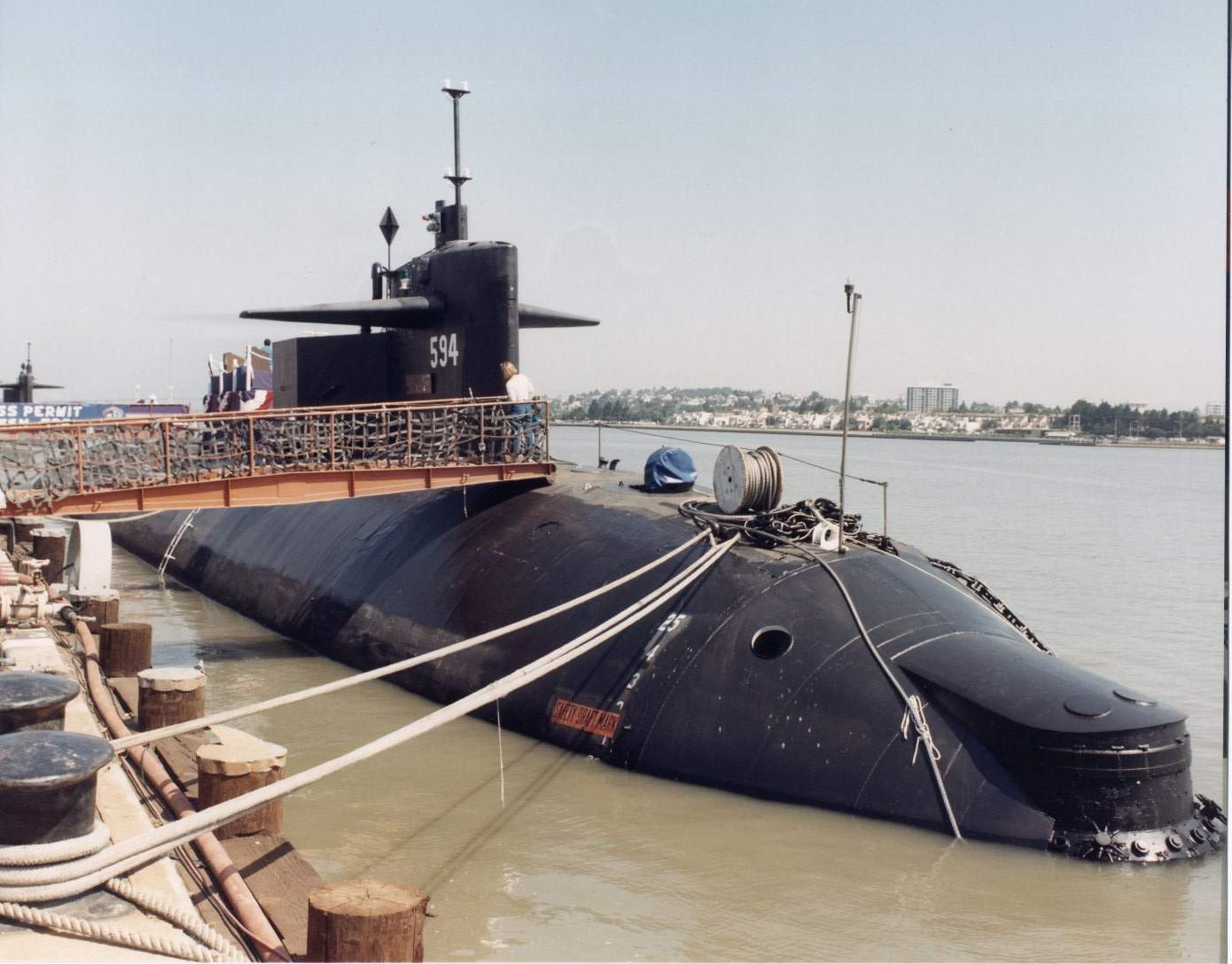
Le USS Permit (SSN-594) à quai à Mare Island

Pendant les années de la guerre froide, le chantier naval de Mare Island construisit des navires à propulsion nucléaire, à l'issue d'un programme intensif de formation du personnel et d'adaptation de ses installations aux nouvelles technologies. Entre 1958 et 1970, dix-sept sous-marins à propulsion nucléaire furent lancés à Mare Island. Sept de ceux-ci étaient des SNLE. En 1965, le sous-marin USS Vallejo, ainsi nommé en l'honneur de la ville de Vallejo, fut lancé, décoré d'un immense sombrero.
De 1970 à 1996, le Chantier naval de Mare Island ne construisit aucun navire, mais poursuivit ses missions au service de l'US Navy. La révision, la mise en cale sèche et l'entretien des sous-marins nucléaires se poursuivirent, ainsi que leur préparation aux missions secrètes d'espionnage contre l'Union soviétique.
La diminution du budget de défense des États-Unis conduisit à la décision de fermer le site lors du Base Realignment and Closure de 1993.
La fermeture définitive du Mare Island Naval Shipyard eut lieu en avril 1996. Il employait alors 9 000 civils.

## Patrimoine
La ville de Vallejo a des projets ambitieux pour mettre en valeur Mare Island, une île de 5 km de longueur située dans la baie de San Francisco. Mais l'ancien chantier naval est une zone gravement contaminée par les nombreux déchets et résidus générés par l'activité industrielle : plomb, hydrocarbures, solvants (PCB), amiante, mercure, explosifs, etc.
Mare Island offre un monument remarquable, la chapelle multiconfessionnelle St. Peter, ouverte en 1901. Elle possède des murs plaqués de bronze, un plafond formé de panneaux de bois sculpté et surtout 29 vitraux. Seize de ces vitraux furent réalisés par Louis Comfort Tiffany, et constituent un ensemble d'une valeur artistique tout à fait exceptionnelle.